# Reação de Maillard

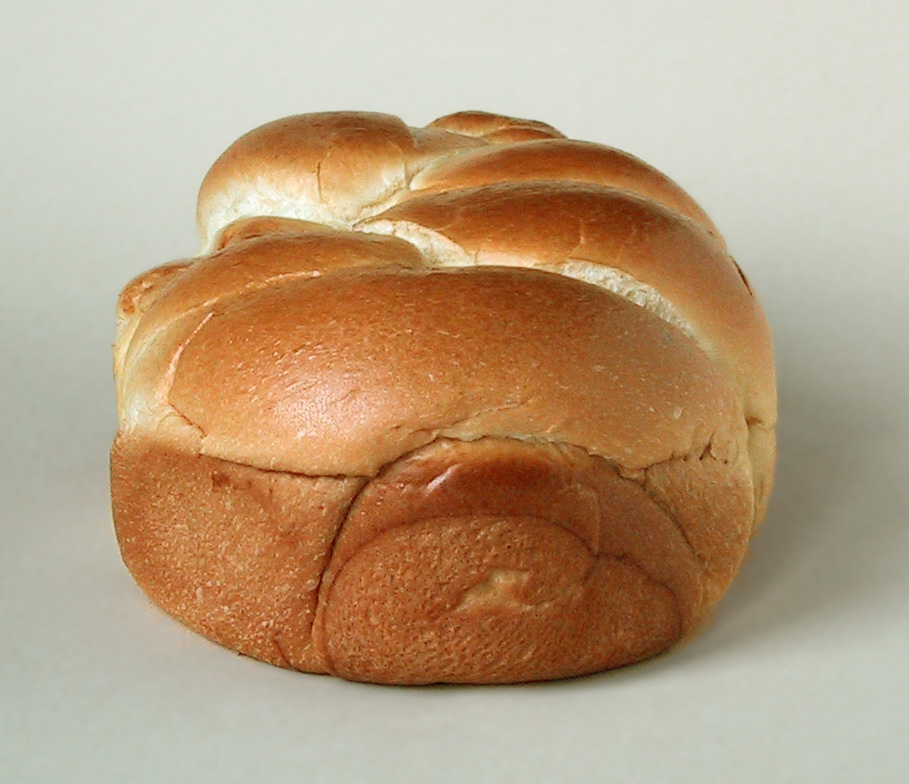
As crostas da maioria dos pães, como este brioche, são marrom-douradas principalmente como resultado da reação de Maillard

A reação de Maillard (/maɪˈjɑr/; francês: [majaʁ]) é uma reação química entre aminoácidos e açúcares redutores que conferem ao alimento dourado seu sabor característico. Bifes grelhados, bolinhos fritos, cookies e outros tipos de biscoitos, pães, marshmallows torrados e muitos outros alimentos sofrem essa reação. Foi nomeada após o químico francês Louis-Camille Maillard, que o descreveu pela primeira vez em 1912 enquanto tentava reproduzir a síntese biológica de proteínas. A reação é uma forma de escurecimento não enzimático que normalmente ocorre rapidamente de cerca de 140 a 165 °C (280 a 330 °F). Muitas receitas exigem uma temperatura do forno alta o suficiente para garantir a ocorrência de uma reação de Maillard. Em temperaturas mais altas, a caramelização (o escurecimento dos açúcares, um processo distinto) e subsequentemente a pirólise (quebra final levando à queima e ao desenvolvimento de sabores ácidos) tornam-se mais pronunciadas.
O grupo carbonila reativo do açúcar reage com o grupo amino nucleofílico do aminoácido e forma uma mistura complexa de moléculas pouco caracterizadas responsáveis por uma gama de aromas e sabores. Este processo é acelerado em um ambiente alcalino (por exemplo, lixívia aplicada para escurecer pretzels; ver rolo de lixívia), como os grupos amino (RNH+
3→RNH
2
) são desprotonados e, portanto, têm uma nucleofilicidade aumentada. Essa reação é a base de muitas das receitas da indústria de aromatizantes. Em altas temperaturas, um provável carcinógeno chamado acrilamida pode se formar. Isso pode ser desencorajado aquecendo a uma temperatura mais baixa, adicionando asparaginase ou injetando dióxido de carbono.